# Уайетт, Томас (поэт)
Сэр То́мас Уа́йет (англ. Thomas Wyatt; 1503 — 11 октября 1542) — английский государственный деятель, дипломат и поэт. Сын Генри Уайетта. Посвятил ряд стихотворений своей предполагаемой возлюбленной Анне Болейн.

## Биография
Томас Уайетт родился в 1503 году в городе Мейдстоне. Учился в Кембридже; был посланником при дворе Генриха VIII, исполнял дипломатические поручения в Италии, Испании, Франции. В 1541 году стал вице-адмиралом. Умер 11 октября 1542 года в Лондоне. В браке с Элизабет Брук, дочерью Томаса Брука, 8-го барона Кобема, и Доротеи Хейдон, у Томаса родился сын того же имени, в 1554 году возглавивший мятеж против королевы Марии Тюдор и казнённый после поражения.
Уайетт считается одним из основателей новой английской поэзии. Это первый английский поэт, обратившийся к сонету. Первоначально его сочинения появились в «Tottel’s Miscellany» (1557) вместе с сочинениями Генри Говарда, графа Суррея; позднейшие издания — 1855, 1870.
Уайетт стал персонажем романа Хилари Мантел «Вулфхолл».